# 衡瑞
衡瑞（1855年—？），字輯五，号又新、壽芝，乌齐格里氏，蒙古正紅旗人，清朝政治人物、進士出身。文华殿大学士倭仁之孙。
光緒十八年（1892年），参加光緒壬辰科殿試，登進士二甲54名。同年五月，改翰林院庶吉士。光緒二十年四月，散館，著以部属用。
著有《壽芝山馆詩存》。